# Караколь (приток Киндерли)
Караколь — река в России, протекает по Оренбургской области. Устье реки находится в 10 км по правому берегу реки Киндерля. Длина реки составляет 20 км.

## Данные водного реестра
По данным государственного водного реестра России относится к Уральскому бассейновому округу, водохозяйственный участок реки — Урал от города Орск до впадения реки Сакмара. Речной бассейн реки — Урал (российская часть бассейна).
Код объекта в государственном водном реестре — 12010000812112200004126.